# Armando Ginestal Machado
Armando Ginestal Machado (Santarém, 1913 - 1991), foi um engenheiro e ferroviário português.

## Biografia

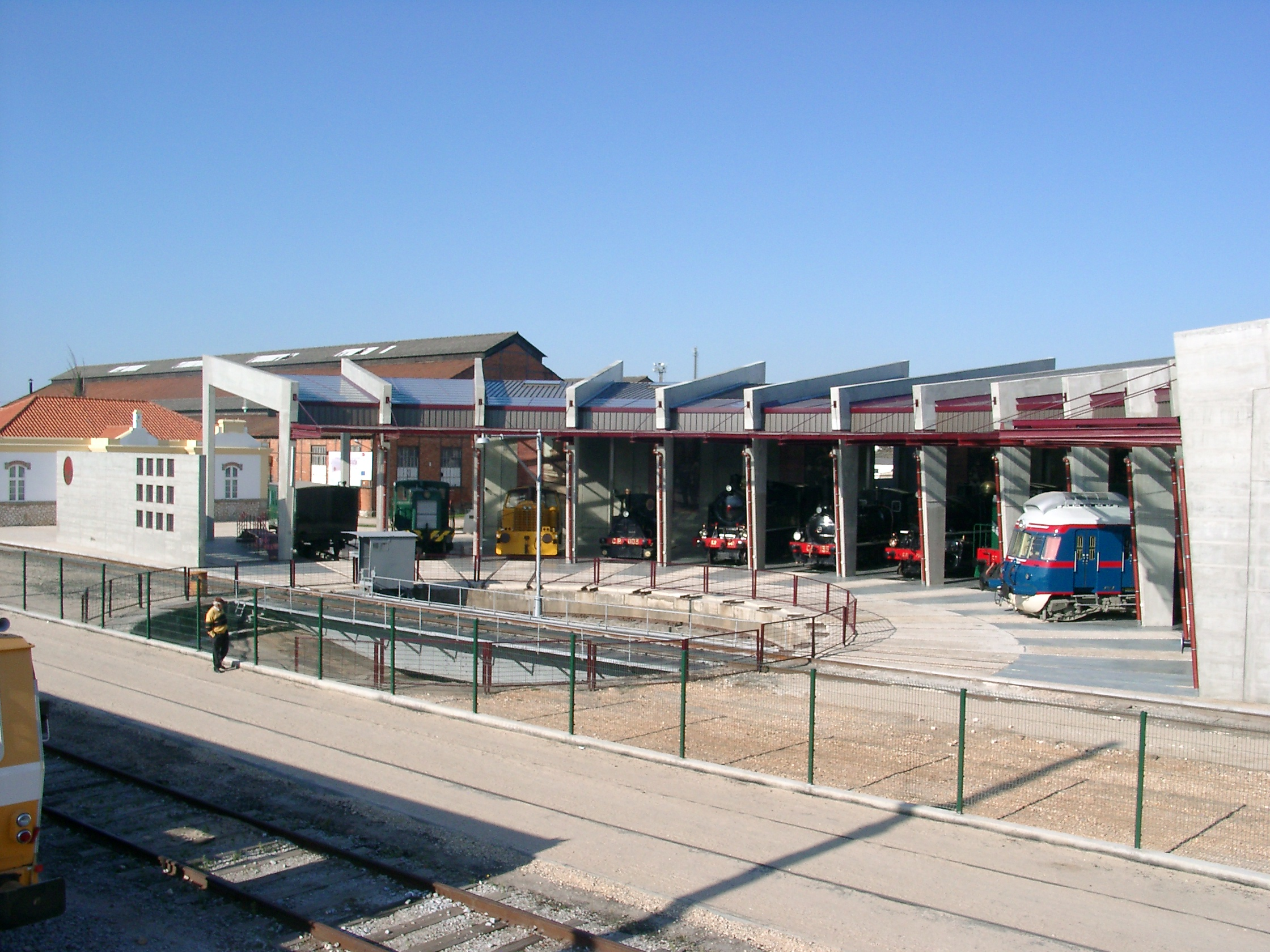
Rotunda do Museu Nacional Ferroviário, no Entroncamento.

### Nascimento e formação
Nasceu na cidade de Santarém, integrado numa família dedicada ao republicanismo em Portugal; o seu pai, António Ginestal Machado, foi Ministro da Instrução Pública e primeiro-ministro.
Frequentou o Instituto Superior Técnico da Universidade Técnica de Lisboa, onde cursou Engenharia.

### Carreira profissional
Empregou-se na Companhia dos Caminhos de Ferro Portugueses, tendo colaborado com os aliados na organização dos transportes ferroviários, durante a Segunda Guerra Mundial.
Foi um importante promotor da conservação do património ferroviário, tarefa a que se dedicou principalmente a partir da década de 1970, tendo sido por sua iniciativa que abriram em 1979 as primeiras Secções Museológicas da operadora Caminhos de Ferro Portugueses, em Valença e em Santarém. Também foi responsável, no Entroncamento, pela preparação do acervo histórico nas Oficinas do Vapor, e pela conservação da Central Eléctrica, onde foi depois instalada uma nova divisão do museu. Também organizou uma exposição sobre os transportes públicos na Central Tejo, em 1985.

### Falecimento
Armando Ginestal Machado faleceu em 1991.

## Homenagens
A organização fundada em 2005 para assegurar a gestão do Museu Nacional Ferroviário foi denominada, em sua homenagem, de Fundação Museu Nacional Ferroviário Armando Ginestal Machado.